# Distaplia systematica
Distaplia systematica är en sjöpungsart som beskrevs av Takasi Tokioka 1958. Distaplia systematica ingår i släktet Distaplia och familjen Holozoidae. Inga underarter finns listade i Catalogue of Life.